# Kanton Boulogne-sur-Mer-1
Der Kanton Boulogne-sur-Mer-1 ist seit 2015 ein französischer Wahlkreis im Arrondissement Boulogne-sur-Mer, im Département Pas-de-Calais und in der Region Hauts-de-France; sein Hauptort ist Boulogne-sur-Mer. 

## Gemeinden
Der Kanton besteht aus sieben Gemeinden und Gemeindeteilen mit insgesamt 35.617 Einwohnern (Stand: 1. Januar 2022) auf einer Gesamtfläche von 51,84 km²:
| Gemeinde                  | Einwohner 1. Januar 2022 | Fläche km² | Dichte Einw./km² | Code INSEE | Postleitzahl |
| ------------------------- | ------------------------ | ---------- | ---------------- | ---------- | ------------ |
| Boulogne-sur-Mer          | 22.835                   | 3,11       | 7.342            | 62160      | 62200        |
| Conteville-lès-Boulogne   | 531                      | 2,10       | 253              | 62237      | 62126        |
| La Capelle-lès-Boulogne   | 1.571                    | 6,50       | 242              | 62908      | 62360        |
| Pernes-lès-Boulogne       | 419                      | 7,76       | 54               | 62653      | 62126        |
| Pittefaux                 | 115                      | 2,42       | 48               | 62658      | 62126        |
| Wimereux                  | 6.307                    | 7,71       | 818              | 62893      | 62930        |
| Wimille                   | 3.839                    | 22,24      | 173              | 62894      | 62126        |
| Kanton Boulogne-sur-Mer-1 | 35.617                   | 51,84      | 687              | 6213       | –            |

1. ↑   Nur der nördliche Teil der Gemeinde, der Rest gehört zum Kanton Boulogne-sur-Mer-2.